# Non necessariamente
Non necessariamente è stato un programma televisivo italiano di genere varietà condotto da Carlo Massarini, con le presenze fisse di Daniele Formica, Paolo Hendel, Gemelli Ruggeri Loredana Bertè e David Zed, trasmesso da Rai 1 il giovedì in seconda serata, per dieci puntate dal 30 ottobre 1986 all'8 gennaio 1987.

## La trasmissione
Si trattava di un varietà pionieristico, altamente sperimentale, definito dagli autori Gino Castaldo e Cristina Crocetti come un progetto di varietà tecnologico televisivo, un viaggio nel mondo immagini, che utilizzava tecniche miste cinematografiche, video e di grafica computerizzata.